# Asfalto

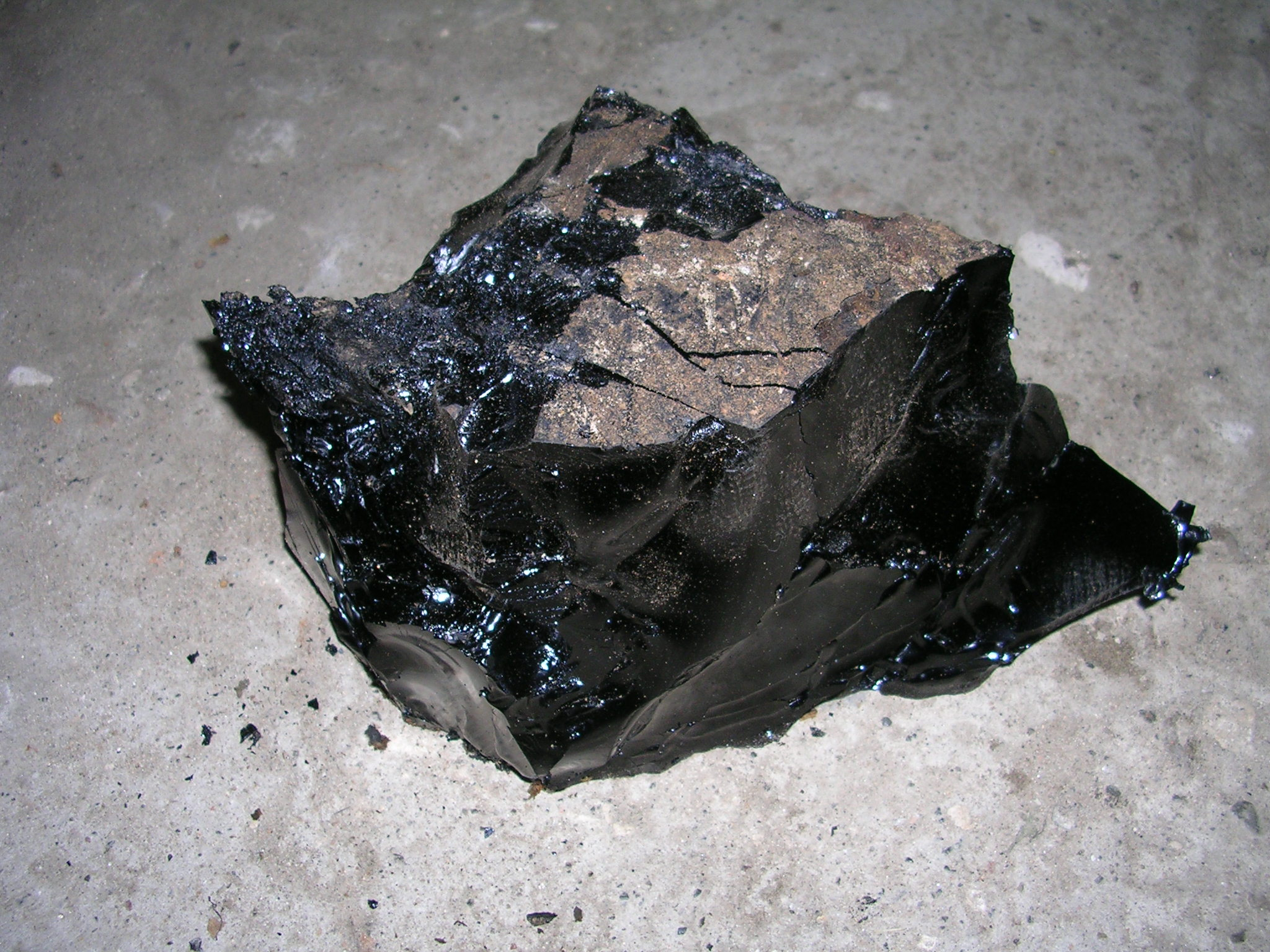
Asfalto refinado.

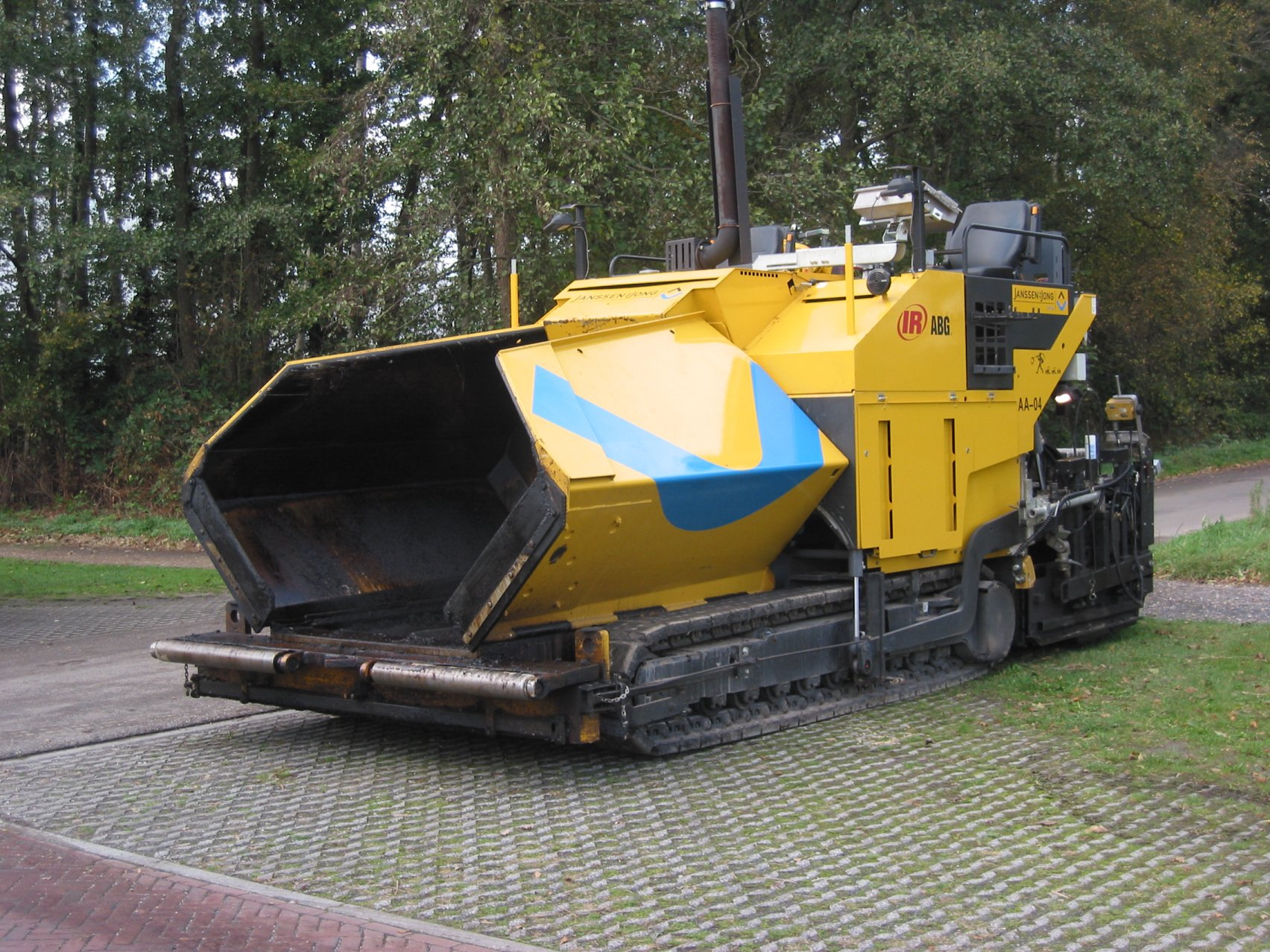
Vibroacabadora.

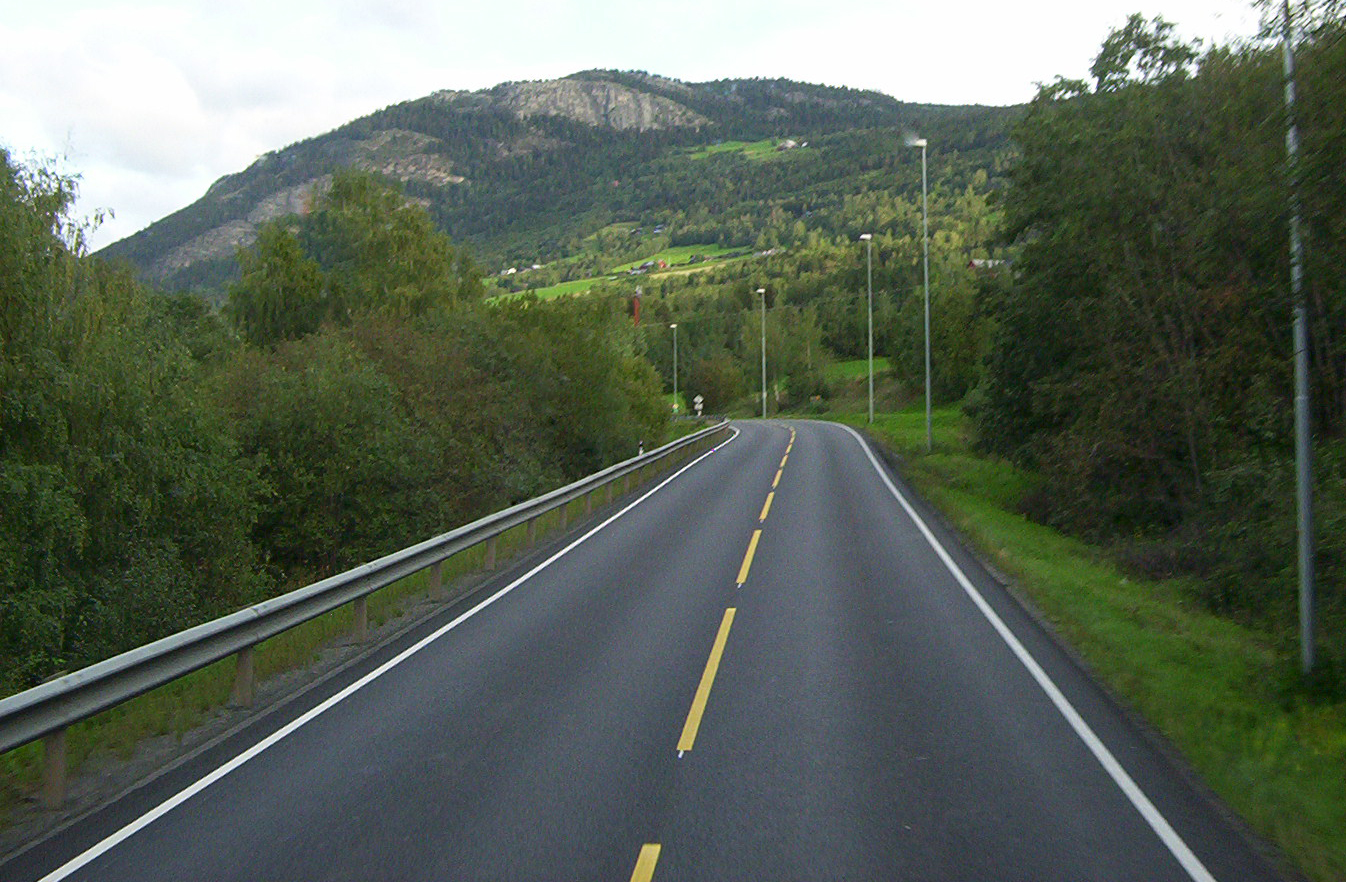
Estrada pavimentada com asfalto na Noruega.

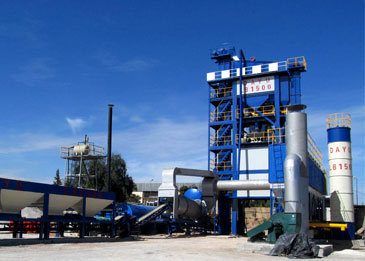
Usina de asfalto.

O asfalto (não confundir com alcatrão) é um betume espesso, de material aglutinante escuro e reluzente, de estrutura sólida, constituído de misturas complexas de hidrocarbonetos não voláteis de elevada massa molecular, além de substâncias minerais, resíduo da destilação a vácuo do petróleo. Não é um material volátil, é solúvel em bissulfeto de carbono ({\displaystyle CS_{2}}), amolece a temperaturas entre 150 °C e 200 °C, com propriedades isolantes e adesivas. Também denomina a superfície revestida por este betume. É muito usado na pavimentação de ruas, estradas e aeroportos.
Existem vários tipos de asfalto:
- O CAP - Cimento Asfáltico de Petróleo (Ex. CAP-20, CAP-70);
- O ADP - Asfalto Diluído de Petróleo(Ex. CM-30, CR-250);
- A Emulsão Asfáltica (Ex. RR-2C, RM-1C); entre outros.

Dentro da engenharia rodoviária, cada tipo de asfalto se destina a um fim. Por exemplo: o ADP é utilizado para a imprimação (impermeabilização) da base dos pavimentos. Por outro lado, o CAP e as emulsões asfálticas são constituintes das camadas de rolamento das rodovias, de maneira que o CAP entra como constituinte dos revestimentos asfálticos de alto padrão como o CBUQ - Concreto Betuminoso Usinado a Quente - ao passo que as emulsões asfálticas são constituintes dos revestimentos de médio e baixo padrão, como os pré-misturados a frio e a quente (PMF e PMQ) e os tratamentos superficiais, as lamas asfálticas e microasfalto.
Cabe ressaltar que a adoção de um revestimento de alto, médio ou baixo padrão leva em conta aspectos como: número e tipo de veículos pesados que transitam/transitarão na rodovia; vida útil adotada para o pavimento; disponibilidade de material; composição das camadas inferiores do pavimento, entre outros.

## História
Os registros mais antigos são de 3000 a.C., quando ele era usado para conter vazamentos de águas em reservatórios, já passando pouco depois a pavimentar estradas no Oriente Médio. Nesta época, ele não era extraído do petróleo, mas sim feito com piche retirado de lagos pastosos. A partir de 1909 iniciou-se o emprego de asfalto derivado do petróleo, devido a sua maior pureza e viabilidade econômica, sendo atualmente o principal meio de produção de asfalto.
No Brasil, a primeira rodovia asfaltada do país foi a Rio-Petrópolis, em 1928, durante o Governo Washington Luís.

## Aplicação
Embora em larga utilização no Brasil, o asfalto como solução para as rodovias em regiões tropicais não é ideal, devido ao intenso intemperismo destas regiões. Rodovias com superfície de concreto aparentemente são mais resistentes às intensas variações diurnas de temperatura e umidade características do clima tropical mas é sujeita a diversas trincas, rachaduras e até desintegração total. Por esta razão, o ideal  é a utilização de diferentes tipos de asfalto, de acordo com a temperatura média de cada região.

## Usina de asfalto
Uma usina de asfalto é um conjunto de equipamentos mecânicos e eletrônicos interconectados de forma a produzir misturas asfálticas. Variam em capacidade de produção e princípios de proporcionamento dos componentes, podendo ser estacionárias ou móveis.